# Cathédrale de Senigallia
La cathédrale de Senigallia (en italien, chiesa San Pietro apostolo) est une église catholique romaine, le duomo de Senigallia, en Italie, la cathédrale du diocèse de Senigallia.

## Histoire
La cathédrale a été construite à partir de l'année 1762 par volonté des Jésuites, qui confièrent le projet à l'architecte de Sienne Paolo Posi, célèbre pour les travaux réalisés pour la famille Colonna de Rome. Après la suppression de l'ordre, l'église fut destinée à prendre la place de la cathédrale précédente, démolie à cause des agrandissements qui ont intéressé la ville au milieu du XVIIIe siècle. Après des remaniements l'église a été consacrée en 1790. Tandis que la façade de style néoclassique, voulue par le pape Pie IX né à Senigallia en 1792, a été reconstruite en 1877.

## Description
L'intérieur, en croix latine, à trois nefs, est vaste. Il présente un maître-autel et des autels latéraux, qui sont ornés de précieuses peintures, et il est surmonté par une élégante coupole. Parmi les œuvres conservées dans la cathédrale il faut remarquer : au maître-autel une Assomption de Alessandro Tiarini ; dans la chapelle dédiée au patron de la ville, San Paolino, San Paolino e Santa Maria Maddalena de Domenico Corvi ; au premier autel à droite Sant'Andrea d'Avellino de Domenico Corvi ; la Madonna della Speranza du peintre d'Arcevia Ercole Ramazzani, objet de culte pour les habitants de Senigallia ; et une copie du Repos pendant la fuite en Égypte de Federico Barocci. Dans la nef centrale, à droite, se trouve une grande statue en bronze du Pape Pie IX, qui a été baptisé dans la cathédrale. Dans la salle capitulaire on peut admirer le sarcophage de saint Gaudens, remontant au VIe siècle. Les figures aux angles du couvercle représentent les figures emblématiques du tétramorphe des Évangélistes : sur le devant, l'ange de saint Matthieu et le lion de saint Marc ; derrière et à peine déchiffrables à gauche, l'aigle de saint Jean, et à droite le bœuf de saint Luc. Une inscription indique que Sigismondo évêque de Senigallia, en 590, plaça les reliques du saint (né à Éphèse et mort à Rimini entre les IIIe et IVe siècles) dans le sarcophage. Selon la tradition, la reine lombarde Théodelinde aurait fait construire un temple pour les protéger, qui se trouvait probablement dans le quartier qui encore aujourd'hui porte le nom de saint Gaudens. En 1520 les reliques ont été volées, récupérées puis transférées à Ostra, près de Senigallia, dans l'église Saint-François, où elles sont encore objet de dévotion populaire.